# Hans Aimar Mow Grønvold
 Der er for få eller ingen kildehenvisninger i denne artikel, hvilket er et problem. Du kan hjælpe ved at angive troværdige kilder til de påstande, som fremføres i artiklen.

Hans Aimar Mow Grønvold (26. juni 1846—25. juli 1926) var en norsk embedsmand og forfatter. 
Grønvold blev student 1866 og cand. jur. 1871. Han var ekspeditionssekretær i departementet for de offentlige arbejder 1885—1905 og kabinetssekretær hos kong Håkon VII fra 1905. Fra 1899 var han medlem af Hovedbanens direktion, fra 1904 dens formand. Grønvold, der allerede 1867 blev knyttet til Aftenbladet som medarbejder for musik, senere til Aftenposten, har udfoldet en rig musikkritisk virksomhed og tillige skrevet Frederik Chopin (1878), Norske Musikere (1883) — et hovedværk i den norske musiks historie — samt afsnittet om musik i Norge i det 19. Aarhundrede (1900—02).